# 埼玉県道137号吹上停車場線

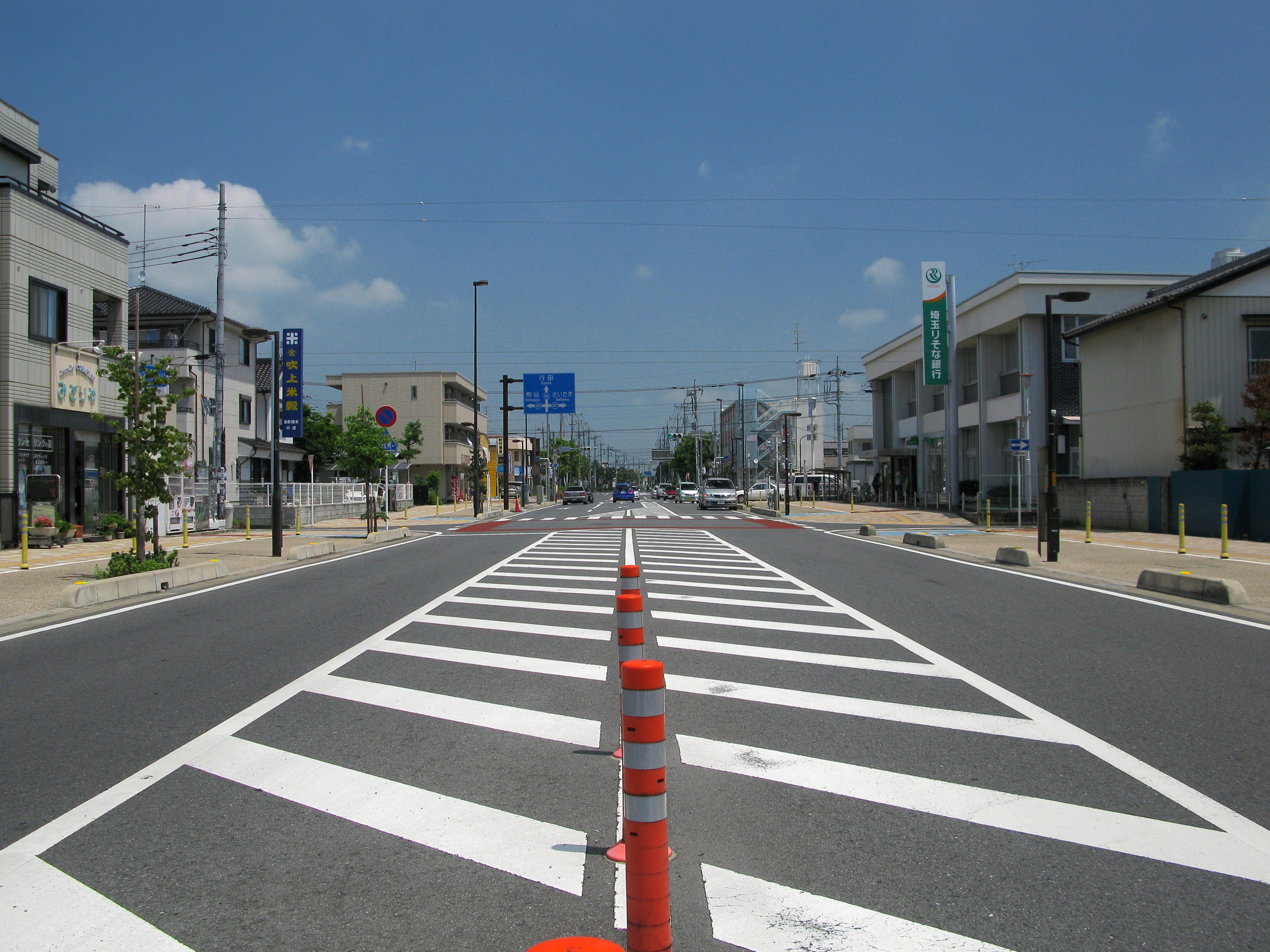
鴻巣市吹上本町（2012年7月）

埼玉県道137号吹上停車場線（さいたまけんどう137ごう ふきあげていしゃじょうせん）は、埼玉県鴻巣市の旧吹上町地区に設定されている県道である。

## 路線概要
- 起点：吹上停車場
- 終点：埼玉県道66号行田東松山線交点
- 総距離：106m

## 通過する自治体
- 埼玉県
  - 鴻巣市

## 接続・交差する主な道路
- 埼玉県道66号行田東松山線
- 埼玉県道307号福田吹上線
  - 埼玉県道365号鎌塚鴻巣線（重複区間）

## 沿線の主な施設
- 吹上駅
- 鴻巣警察署吹上駅前交番